# Westhoughton
Westhoughton è una cittadina di 23.056 abitanti della contea della Grande Manchester, in Inghilterra.
All'interno dei confini della contea storica del Lancashire, Westhoughton è stata un centro minerario e tessile (filatura, in particolare di cotone). Al censimento del 2011 contava 24 974 abitanti.
Westhoughton incorpora parecchi ex villaggi e sobborghi che hanno i loro propri caratteri distintivi: tradizioni sportive e festaiole a Wingates, White Horse, Over Hulton, Four Gates, Chequerbent, Hunger Hill, Snydale, Hart Common, Marsh Brook, Daisy Hill e Dobb Brow.